# 名鉄キハ10形気動車
キハ10形気動車（キハ10がたきどうしゃ）は、かつて名古屋鉄道（名鉄）で使用された、LE-Carタイプの気動車（レールバス）である。
本項ではキハ10形の改良型であるキハ20形気動車、LE-DCタイプのキハ30形気動車についても記述する。また、上記3形式の他社譲渡後の動向についても扱う。

## レールバス導入の顛末
名鉄は、戦前から戦中の企業統合によって愛知県・岐阜県にまたがる広大な路線網を有するようになったが、その中には閑散線区も多く含まれており、モータリゼーションの進展で利用者が著しく減少する区間も目立ってきた。名鉄ではその打開策として、当時富士重工業で試作中だったLE-Carに目を付け、電化設備撤去による設備費の削減を検討し始めた。
名鉄は全線が電化された電鉄会社であったものの、国鉄高山本線に直通する特急「北アルプス」に充当されるキハ8000系の所有・運用実績があり、運転士の甲種内燃車操縦免許や気動車の保守に対する社内の抵抗感はさほどなかった。現場が不安視したのはLE-Carの輸送力や一軸台車の乗り心地、性能不足からダイヤが維持できるかどうかといった点であり、運行コストも電車の単行運転とした方が有利という声も上がった。当時の会社上層部は「新車が入ればお客様に喜んでもらえる」とレールバス導入に乗り気だったが、車両課の柚原誠（後の名鉄副社長）は発注の条件として八百津線（八百津支線）で試作車の走行試験を行うことを提案した。
富士重工業の試作車であるLE-CarIIの走行試験を八百津線で実施した結果、運転時分は電車よりもかかるがその所要時分によるダイヤの維持は可能と判断された。乗り心地に関しては長周期のヨーイングが観測されたものの、上層部は一軸台車である以上ある程度はやむを得ないものとし、総合して八百津線へのレールバス導入に決定的な問題点はないと結論付けた。
こうしてレールバスの発注が決まり、1984年（昭和59年）から1985年（昭和60年）に投入されたのがキハ10形である。その後の1987年（昭和62年）には二軸ボギー台車に変更したキハ20形が、1995年（平成7年）にはキハ10形の置き換えを目的にキハ30形が導入された。運行区間は試験を行った八百津線を皮切りに広見線（新可児駅 - 御嵩駅間）、三河線（西中金駅 - 猿投駅間、碧南駅 - 吉良吉田駅間）と拡大し、広見線を除く各線区の電力供給設備を撤去して経費削減を図った。
しかしそれでも乗客数減少の歯止めをかけることはできず、2001年（平成13年）10月には八百津線が、2004年（平成16年）3月には三河線西中金駅 - 猿投駅・碧南駅 - 吉良吉田駅間が廃止された。さらに、広見線新可児駅 - 御嵩駅間では電車運転が復活したことで、レールバスは役割を失い全車が運用を離脱した。
簡易な構造のレールバスは相応に寿命も短く、電化設備撤去に見合う経済性を得られなかったため、以後名鉄で同様のローカル線対策は実施せず、既存車両にワンマン機器を後付けしてワンマン運行する程度に留めている。

## キハ10形
八百津線で試験運転を行ったLE-CarII試作車のデータをフィードバックした、富士重工業製レールバスの量産型。ただし、ラッシュ時に2両連結運転を想定していたため正面は貫通扉付きの外観となり、総括制御をするため電気・空気連結器を装備した。また、座席も試作車とは異なりオールロングシートとなっている。「レールバス」の文字通り、コストダウンのためバス部品が多用されており、主にエンジン、変速機、暖房装置、ブレーキシリンダー、ドアエンジン、放送装置などがバスからの流用である。側窓も上段下降・下段上昇式というバスに似たスタイルであった。一方、ATS、連結器、空気笛などは鉄道車両部品である。また、将来のワンマン化に備えて最初から足踏み式デッドマン装置を搭載した。
冷房装置の搭載は導入線区次第とされ、最初に投入された3両（11-13）非冷房だったが、運用区間拡大に伴う増備車（14-16）には冷房装置が搭載された。冷房ダクトを設置した関係で増備車は初期車と側窓配置が異なる。ただし暖房装置は最初から標準装備となり、エンジン冷却水を利用したバス用の温風ヒーターが取り付けられた。
台車のFU-30DおよびFU-30Tは空気ばね付きのボルスタレス台車で、一軸台車ながらボギー機構を備えていた。また軸距も車長12mに対して7mと長くとり、少しでも乗り心地を良くしようとしていた。しかしそれでも二軸ボギー台車との乗り心地の差は歴然で、電車区間と気動車区間とを兼務する乗務員からもキハ10形のヨーイングについて報告が多数上がっていた。対策としてヨーダンパ等の取り付けも検討されたが実現しなかった。なお、11号車のみ軌条塗油装置を搭載した。
塗色はアイボリーを基調とし、側窓回りと車体裾をスカーレットとした。この組み合わせが名鉄レールバスの標準となり、後継車にも採用された。
簡易な構造であったため老朽化も早く、1995年（平成7年）3月にはキハ30形に置き換えられて運用を離脱、15・16の2両がくりはら田園鉄道に譲渡され、残る11-14は廃車となった。

## キハ20形
輸送力、性能向上のため1987年（昭和62年）8月に1両（21）、非電化線区拡大による増備で1990年（平成2年）5月に4両（22-25）が製造された。キハ10形に続きバス部品を多用していたが、車体長は15mに延長し、エンジンも直噴式のPE-6HT03A（250PS）に強化、台車も空気ばね付き・インダイレクトマウント方式の二軸ボギー台車FU-34BD・FU-34BTとした。
外観はキハ10形に準じているが側窓は固定式で、座席もロングシートだが増備車の22-25は車端部の一部が折り畳み式に変更された。
2001年（平成13年）9月の八百津線廃止で21・22の2両が同年12月26日に、2004年（平成16年）3月の三河線末端区間廃止に伴い23-25の3両が同年3月31日に運用を離脱し、ミャンマー国鉄に譲渡された。

## キハ30形
1995年（平成7年）2月にキハ10形の置き換えを目的に4両（31-34）が製造された。これまでのバス車両工法から軽量鉄道車両工法へ変更されたLE-DCと呼ばれるシリーズで、車体長も16mになり、側扉もこれまでの2扉・折り戸から3扉・引き戸に変更された。LE-DCは第三セクター鉄道各社向けにも製造されたが、側扉を3ヶ所備えた車両は異色であった。側窓はキハ20形以前と比べて大型の固定窓（一部上段下降、下段固定）とし、正面窓も貫通扉付きだが大型のパノラミックウィンドウを採用した。ロングシートのモケットも電車に使われていたパープル系になり、補助椅子も設けるなど、内装も電車に準じたものになっている。塗色はキハ20形までと同じアイボリーとスカーレットのツートンだが、塗装パターンが若干変更されスカーレットの面積が拡大した。
台車はキハ20形と同級のFU-34JD・FU-34JT二軸ボギー台車を使用。エンジンもキハ20形と同じものを搭載していたが、変速機が変速1段・直結2段の自動切替式に変更されていたため、手動切替式のキハ20形との併結運転は通常は行わなかった。
2001年（平成13年）9月の八百津線廃止に伴い全車が三河線に転じたが、2004年（平成16年）3月の同線末端区間の廃止により運用を離脱し、キハ20形と同様にミャンマー国鉄へ譲渡された。

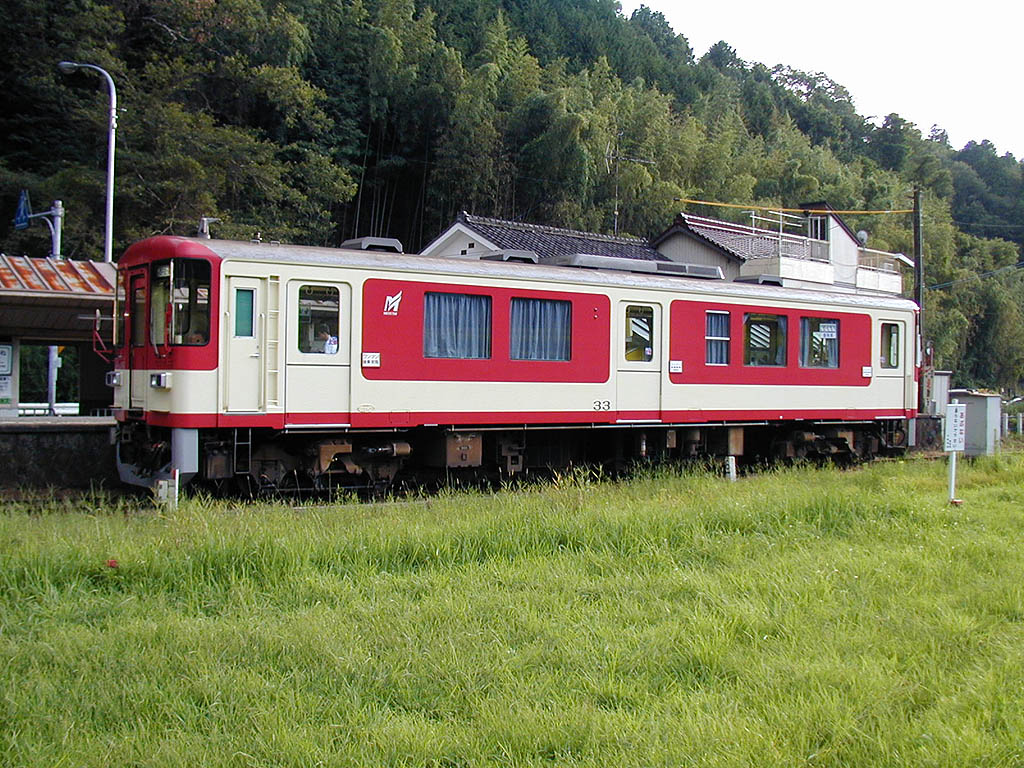
車体側面（西中金駅）
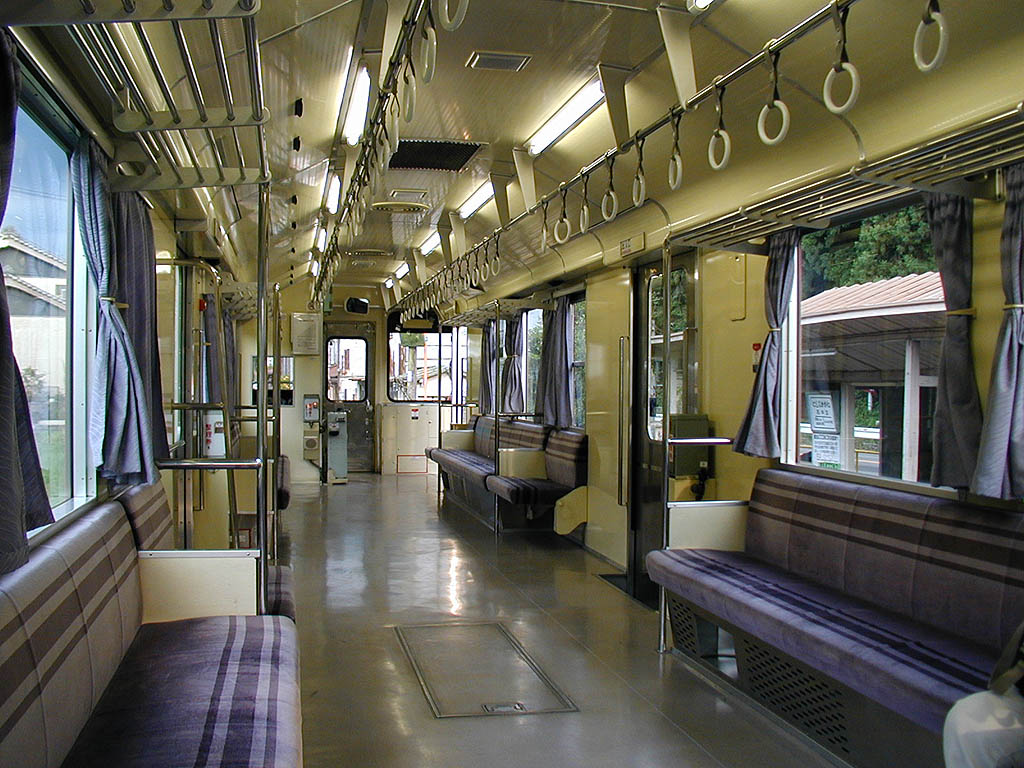
室内

## 運用

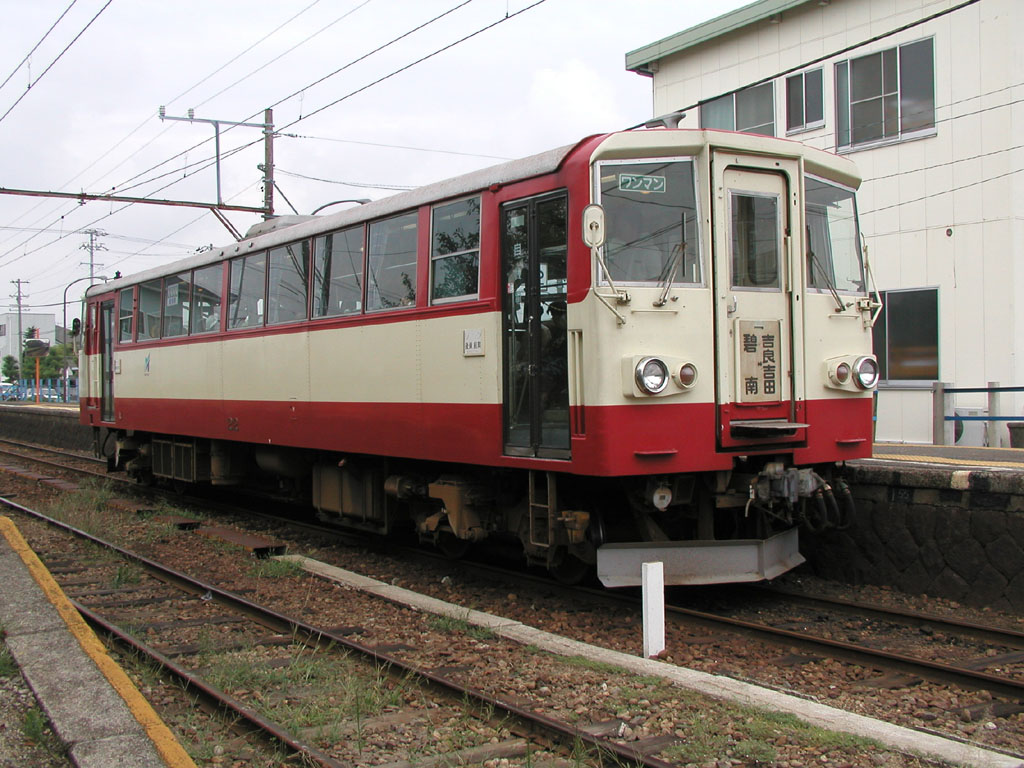
キハ20形22（吉良吉田駅、2001年）

キハ10形は1984年（昭和59年）9月23日より八百津線で運転を開始した。レールバス化後も電車時代の所要時分を維持し、閑散時に実施していた特別通過を廃止して全ての駅に停車した。当初は車掌が乗務したが翌年にはワンマン運転となった。昼間は1両単行運転、ラッシュ時は2両連結であった。1985年（昭和60年）3月14日のダイヤ改正からは広見線御嵩方面の一部と三河線西中金駅 - 猿投駅間（山線）でも運転を開始した。冷房サービスの均等化のため車両配置は広見・八百津線が11・13・15、三河線が12・14・16となった（11-13が非冷房車、14-16が冷房車）。
キハ20形は1987年（昭和62年）9月に三河線山線に投入され、1990年（平成2年）5月の増備車両も同年7月1日から非電化になった三河線碧南駅 - 吉良吉田駅間（海線）に投入された。キハ20形はキハ10形との併結が可能だったため、三河線では両形式の併結運転も見られた。広見・八百津線でキハ20形が使われることは少なかったが、キハ30形運転開始直前の数日間、八百津線の運用に充当されたことがある。また、キハ30形投入後は三河線海線での使用が主体となった。
キハ10形の代替として投入されたキハ30形は31・32が広見・八百津線、33・34が三河線（山線・海線）と2両ずつに振り分けられた。しかし先述のように変速機の関係からキハ20形とキハ30形の併結を行わないことにしていたため、混乱を防ぐため1995年（平成7年）4月のダイヤ改正からはキハ30形は三河線山線での運用を基本とし、海線には滅多に入線しなくなった。
レールバスの検査の拠点は広見・八百津線が新可児検車場で、三河線山線・海線が猿投検車場であった。そのため、検車場が運行区間外になる八百津線や三河線海線には1日1往復、検車場への回送を兼ねた区間外の運転（新可児駅 - 明智駅および猿投駅 - 知立駅 - 碧南駅間。後者は知立で列車番号変更）が設定されていた。

## 譲渡

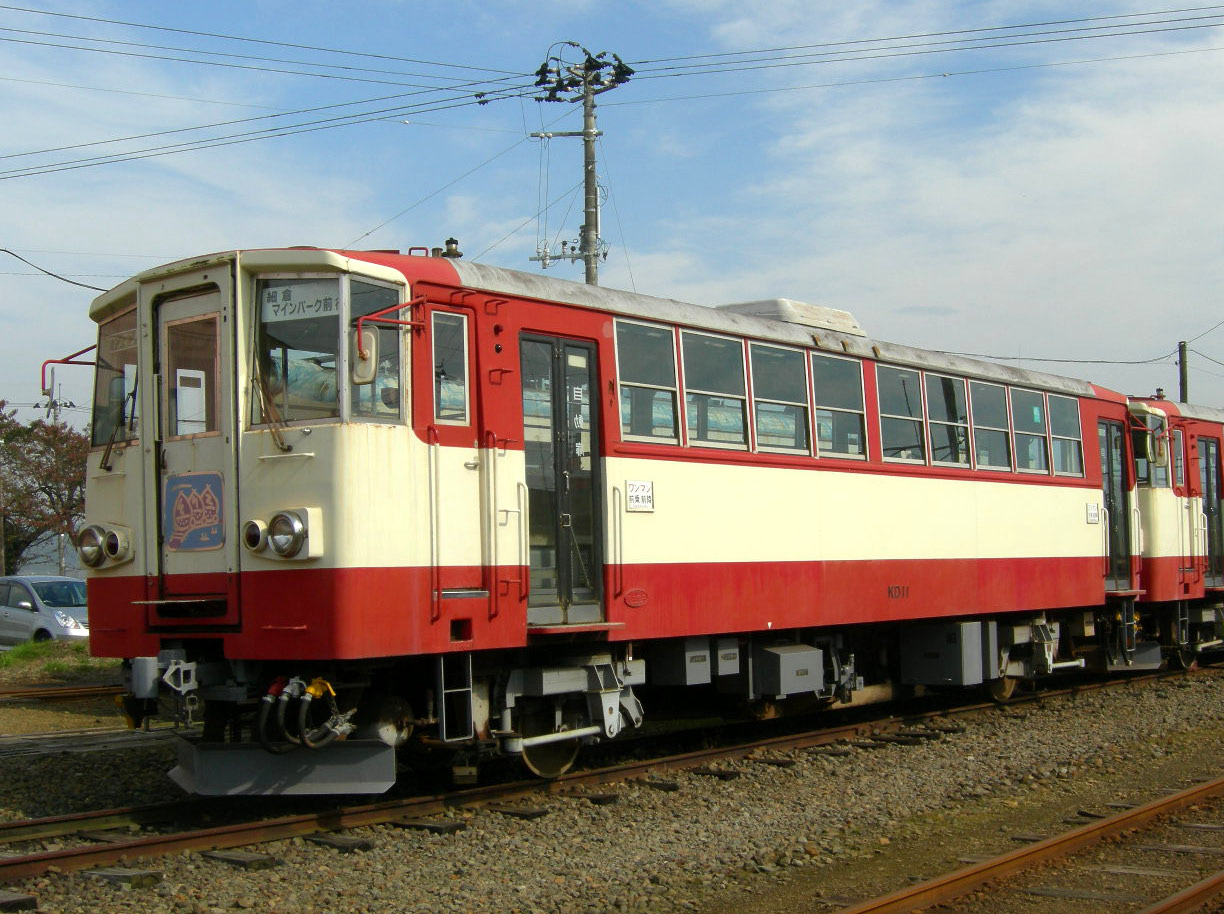
くりはら田園鉄道KD11（若柳駅、2006年）

### くりはら田園鉄道（KD10形）
1995年にキハ10形2両（15・16）がくりはら田園鉄道に譲渡され、KD10形（KD11・KD12）となった。2007年（平成19年）4月1日に同線が廃止されたことにより運用を離脱したが、若柳駅構内に整備された鉄道公園にてKD11が自走可能な状態で保存されている。

### ミャンマー国鉄（RBE2500形）
キハ20形・キハ30形の全車両がミャンマー国鉄（MR）に譲渡され、RBE2500形（RBE2501-RBE2509）となった。キハ20形（RBE2501-RBE2505）は2003年4月および2004年7月に、キハ30形（RBE2506-RBE2509）は2004年11月に竣工した。MRでの使用に当たり台車の改造、ベンチレーター・冷房装置の撤去、ステップの取り付けなどが行われている。
譲渡当初は名鉄時代そのままの塗色で運用されており、また名鉄車がMRにおける日本製気動車第1号であったため、以降に譲渡された第三セクター鉄道からの同クラス車も名鉄車に準じたスカーレットと白帯の組み合わせに塗り替えられていた。しかし2008年5月竣工のRBE2542（旧松浦鉄道MR-200形202）以降は上部クリーム色、下部朱色の新標準塗装が制定され、先行導入車も稼働車両から順次この塗装に変更された。
投入当初MRは自国製簡易気動車のLRBEと同じように、客車数両の両端にRBE2500形を連結するプッシュプル方式で運用していた。しかし名鉄車を含むLE-Car各車はそもそもプッシュプル方式や付随車数両を牽引することを想定した設計ではなかったため、エンジンや変速機の故障が頻発した。2007年夏頃より動力車を片側のみとした機回し方式に切り替えたが、根本的な解決には至らなかった。結局、2009年春以降は客車牽引をやめ、譲渡車両同士の2連（うち1両は付随車扱い）による運用に改めたが、短編成化による輸送力縮小に伴って支線区での運用に回されるようになり、ヤンゴン地区での定期運用はJR東海からのキハ48形譲渡・竣工により2016年をもって消滅した。
2018年現在の各車の状況は以下の通り。
RBE2501
旧キハ20形21。休車中。
RBE2502
旧キハ20形22。2008年にピンマナ機関区に転属し、MRの幹部が巡回時に使用するVIP車両に改造された。プルマン式寝台兼用の座席が6区画設置され、側扉も移設されている。
RBE2503
旧キハ20形23。RBE2502と同じく寝台付VIP車に改造。
RBE2504
旧キハ20形24。2017年1月よりマダウ線のLRBEを置き換えるためピュンタザ機関区に転属したが、10月よりパズンダン車両工場に入場中。2018年3月以降はピイ機関区へ転属。
RBE2505
旧キハ20形25。2005年に圧縮天然ガス燃料の試験車に改造されたが、試験終了後はインセイン機関車工場に放置。除籍対象。
RBE2506
旧キハ30形31。2007年3月に入替作業で他車と衝突し前照灯とステップを破損。以降もエンジンや変速機の不調が続き2009年1月よりヤンゴン車両工場で放置。除籍対象。
RBE2507
旧キハ30形32。ピンマナ機関区で休車中。除籍対象。
RBE2508
旧キハ30形33。貫通扉がRBE2513（旧のと鉄道NT100形NT103）の修繕に流用されたのが確認されているが、車両の所在は不明。除籍対象。
RBE2509
旧キハ30形34。ピンマナ機関区で休車中。除籍対象。